# Cleynstins
De Cleynstins, ook wel: Harinxmastins, Dekamastins, Grootstins, Stinskelder later: Grietmanshuis, is een stins in de binnenstad van Sneek.
De stins staat aan de Marktstraat 19 en maakt momenteel deel uit van het Stadhuis van Sneek. Het gebouw is benoemd tot Rijksmonument.
De eerste vermeldingen van de stins dateren uit 1338, waarschijnlijk stamt het gebouw uit de vroege Middeleeuwen.
De voorgevel van het pand staat voor de rest van de bebouwing. Het pand is eigendom geweest van Aylof die Gruter (edelman, medio 1398), de familie Harinxma en de familie Dekama (medio 1610). Sicco van Dekama deed een poging de stins te laten afbreken, maar daar stak de vroedschap een stokje voor. De stins bestond oorspronkelijk uit twee delen; de Grootstins en de Cleynstins. De Grootstins is wel door Dekama gesloopt.
De stins is sinds de bouw vele malen uitgebreid, onder meer met een koetshuis en een binnenplaats. Deze uitbreidingen vonden plaats na opdracht van Dr. Gualtherus Gualtheri (sinds 1632 eigenaar) die de naast gelegen Gruytersmastins bezat. Aan de oostzijde van het gebouw zijn twee verdiepingen met hoge kap aangebouwd. Tot 1761 stond er voor op de gevel een trapgevel, maar deze is verdwenen.

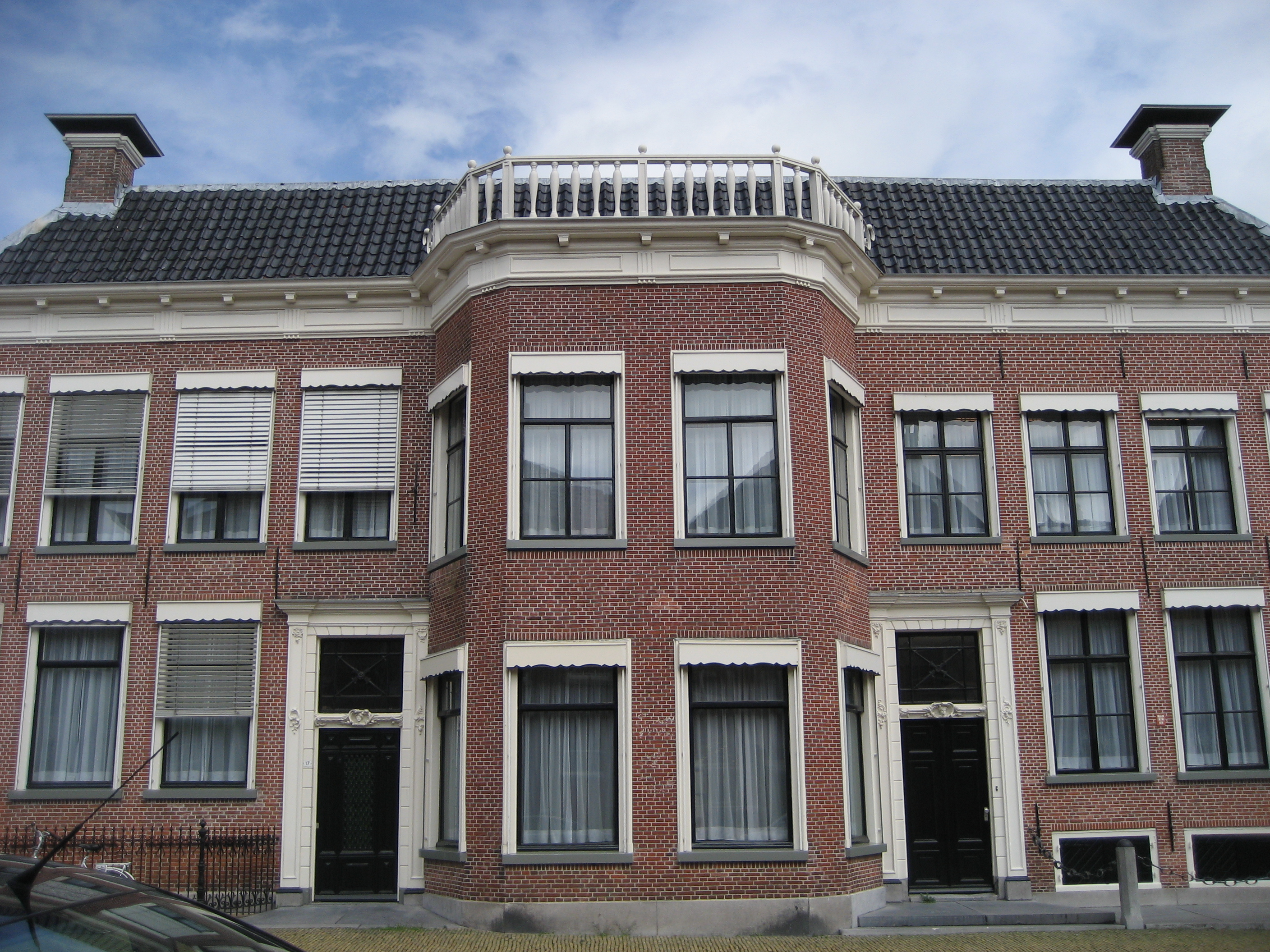
Marktstraat 17-19 anno 2013

Het gebouw kwam in 1641 in handen van grietman Sjurck van Burmania van Wymbritseradeel. De stins deed van 1641 tot 1761 dienst als winterverblijf van de Burmania's. Hun zomerverblijf was de Epemastate. In 1761 kocht L.A. Frieswijk het pand en deze liet het verbouwen tot de driedelige gevel in Lodewijk XVI-stijl. Deze gevel is nog altijd aanwezig.
Een deel van het gebouw heeft van 1914 tot 1984 dienstgedaan als Openbare Bibliotheek. Tegenwoordig maakt het gebouw deel uit van het stadhuis en is de voorkamer van de Cleynstins in gebruik als burgerlijke standkamer van Sneek. In het pand zijn nog altijd, naast de gevel, de originele muren van kloostermoppen aanwezig.